# Kleptochthonius anophthalmus
Espèce
Kleptochthonius anophthalmus est une espèce de pseudoscorpions de la famille des Chthoniidae.

## Distribution
Cette espèce est endémique de Virginie aux États-Unis. Elle se rencontre dans la grotte Porter's Cave dans le comté de Bath.

## Description
Ce pseudoscorpion est anophtalme.

## Publication originale
- Muchmore, 1970 : New cavernicolous Kleptochthonius spp. from Virginia (Arachnida, Pseudoscorpionida, Chthoniidae). Entomological News, vol. 81, p. 210-212 (texte intégral).